# Latinské císařství
Latinské císařství, přesněji a oficiálně Románské císařství (latinsky Imperium Romaniae, řecky Λατινική Αυτοκρατορία), zkráceně Romania, též Císařství Římanů (latinsky Imperium Romanorum) nebo také Konstantinopolské císařství (latinsky Imperium Constantinopolitanum), byl křižácký stát, který vznikl na troskách Římské (byzantské) říše po dobytí jejího hlavního města Konstantinopole vojsky čtvrté křížové výpravy roku 1204. Z pohledu řeckého obyvatelstva Byzance bývá označován jako Frankokratia ve smyslu cizí latinské (resp. franské) nadvlády a uzurpace císařského trůnu na úkor legitimní dynastie. Prvním latinským císařem byl korunován flanderský hrabě Balduin IX., namísto původně zvažovaného Bonifáce z Montferratu, který byl před začátkem výpravy vybrán za jejího vůdce. Jedním z hlavních cílů Latinských císařů i patriarchů dosazovaných na konstantinopolský stolec bylo vytvoření unie mezi západní a východní církví, v tomto úkolu Latinské císařství však selhalo.

## Historie

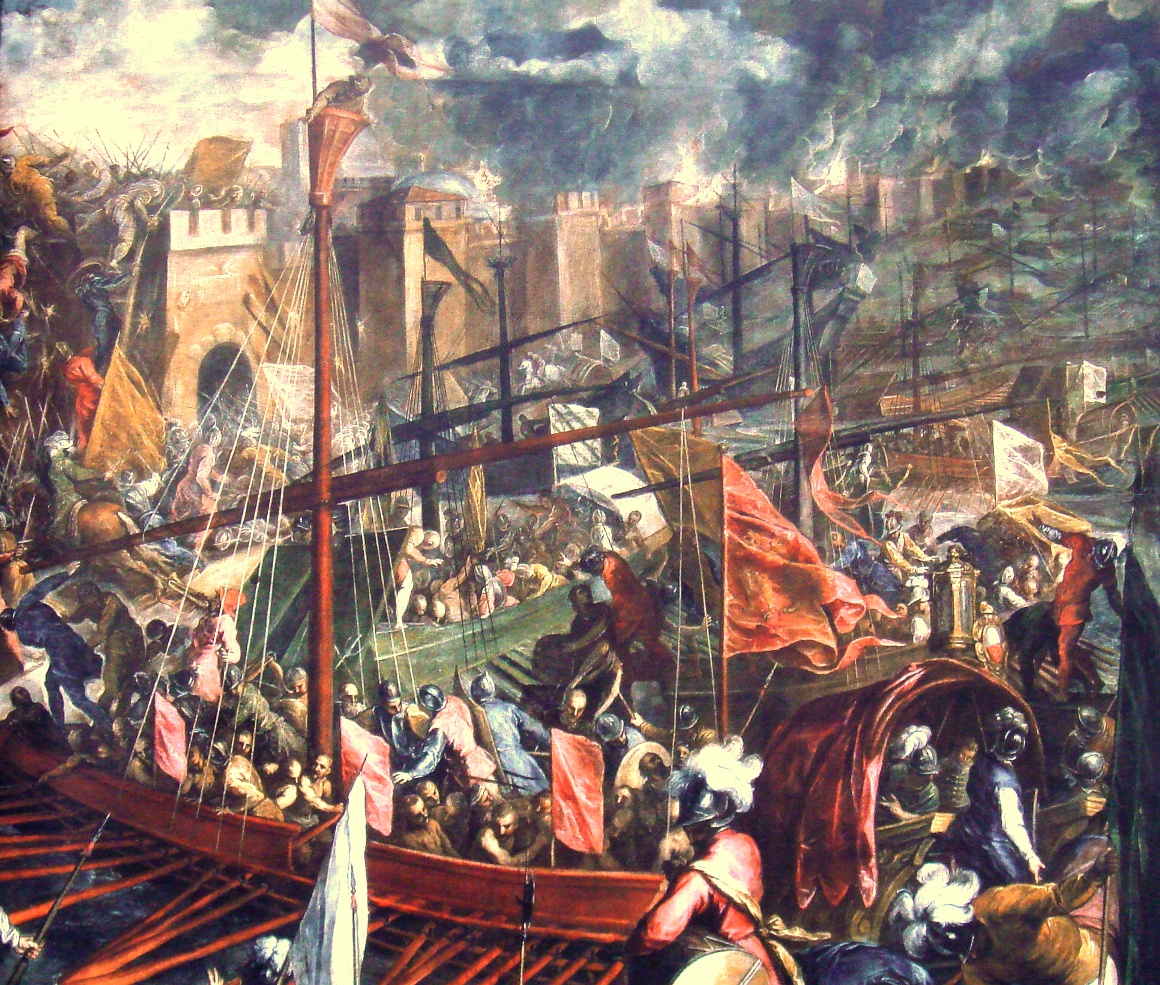
Dobytí Konstantinopole čtvrtou křížovou výpravou roku 1204

### Rozdělení byzantského území
Již měsíc před dobytím Konstantinopole se sešli přední vůdcové křižácké výpravy, aby si rozdělili kořist, kterou představovala dosud byzantská území – tedy Bospor, Thrákii, Makedonii, celé Řecko, severozápad Malé Asie a ostrovy v Egejském moři. Balduin I. získal asi čtvrtinu celého území, a to hlavně v okolí Bosporské úžiny. Velké území získala též Benátská republika, jež ovládla Černé, Marmarské a Egejské moře a částečně i díky tomu se posléze stala s definitivní platností námořní a obchodní velmocí. Ani Bonifác z Montferratu nepřišel zkrátka, v dobytém městě Soluň založil Soluňské království, ke kterému posléze připojil i Makedonii a Thesálii. Další šlechtici založili státy v Řecku, např. Achajské knížectví nebo také Vévodství Athénské. Tyto státy byly přes svou formální lenní závislost na latinském císaři do velké míry nezávislé. Vládci těchto zemí mezi sebou často válčili a velká část Latinského císařství byla ovládnuta Bulhary.

### Řecké nástupnické státy
Ne všechna území Byzantské říše padla do rukou křižáků. Na severozápadě Malé Asie se v oblasti kolem města Nikaie utvořilo Nikájské císařství, kam utekla značná část řeckého vyššího kléru a také někteří příslušníci konstantinopolské aristokracie. Zde se ujal vlády Theodoros I. Laskaris, který řadou reforem pozvedl hospodářství a námořní sílu a vytvořil tak hlavního soka křižáckých států na byzantském území.
Druhým významným řeckým státem bylo Trapezuntské císařství založené bratry Alexiem a Davidem z rodu Komnenovců. To však stálo stranou dobyvačných snah Nikaie a Epeirského despotátu a zaměřilo se na Černé moře. Trapezuntští vládcové podporovali obchod a řadou smluv se snažili sblížit s Benátkami a zejména s Janovem. Tato politika byla úspěšná, postupně se zde rozvíjela řemeslnická výroba a Trapezunt se později podobal strukturou spíše italským státům, než absolutní monarchii Byzantských císařů. Na západě v oblasti mezi Dračem (Dyrrhachion) a Korintským zálivem vznikl Epirský despotát, kterému vládl Michal Angelos Dukas Komnenos. Stát byl hospodářsky slabý, navíc hlavní slovo zde měli pozemkoví magnáti se silnými separatistickými tendencemi.

### Křižácké státy

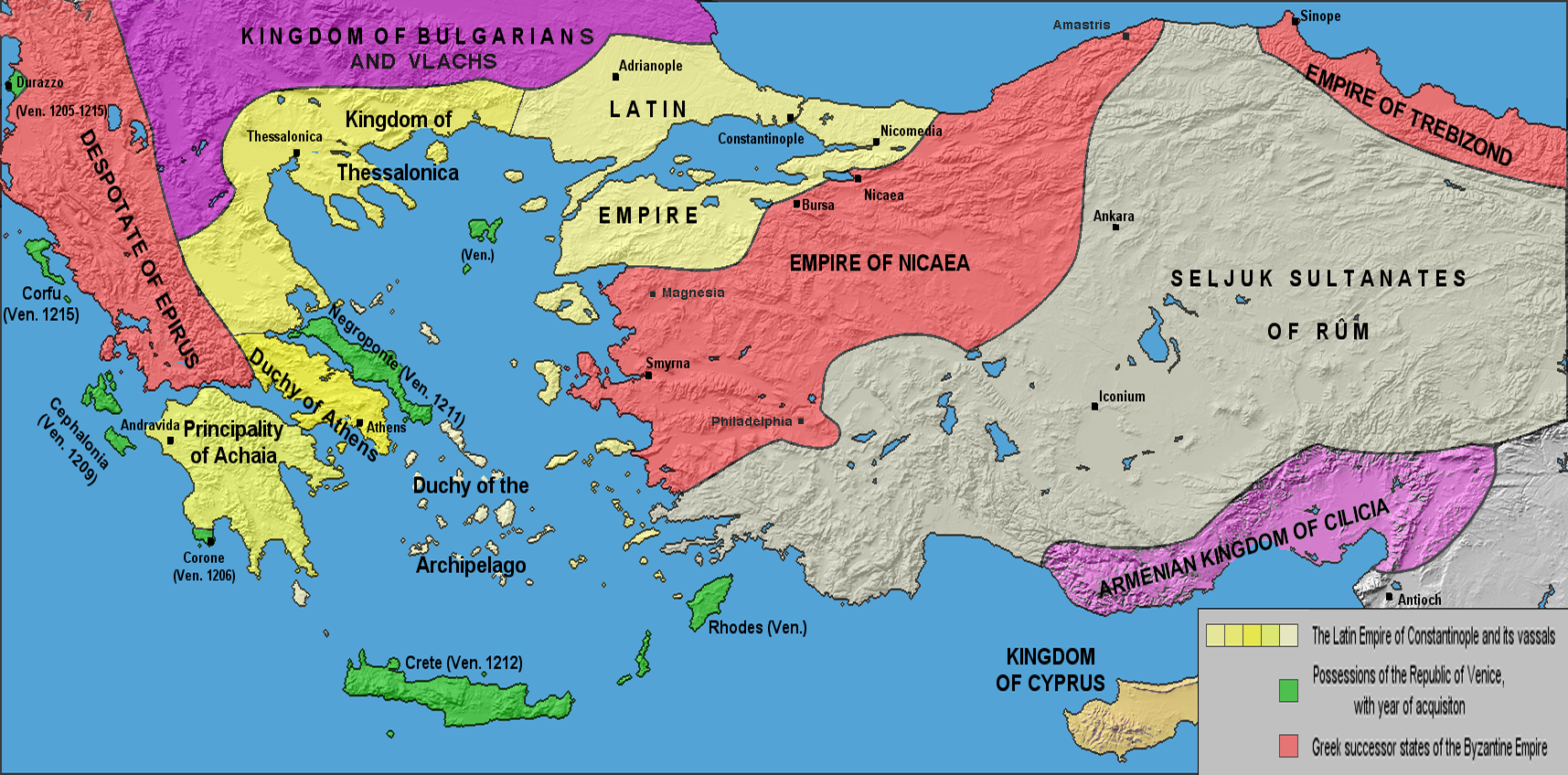
Latinské císařství a další křižácké státy v Řecku po čtvrté křížové výpravě (1204)

V Latinském císařství vládl Balduin I., ale ne nadlouho. Již příštího roku vzplála válka s bulharským carem Kalojanem, který chtěl zabránit růstu latinské moci. V bitvě u Adrianopole pak kumánská jízda zavedla křižáky do léčky a velká část křižáckých vojevůdců v ní padla. Balduin byl zajat a později téhož roku zemřel v bulharském vězení. Když pak přišla tato zpráva do Konstantinopole, císařem byl korunován jeho bratr Jindřich Henegavský. Ten byl v bojích úspěšnější než jeho bratr a dokázal tak uhájit alespoň některá latinská území.
Po něm nastoupili na trůn členové francouzské šlechty z rodů Courtenay a Brienne, kteří již nedokázali zabránit územním ztrátám a rychlému úpadku císařství. Posledním latinským císařem se stal jmenovec císaře prvního, Balduin II., který ovládal jen malé území kolem Konstantinopole. Roku 1237 se vydal do Říma a posléze i do Francie a Flander, kde se pokusil získat peníze a vojáky, se kterými by pak znovu dobyl ztracená území. Domů se vrátil v čele armády, kterou ale nedokázal z různých důvodů rozumně využít. Později cestoval po Evropě a snažil se získat podporu křižáckým státům.

Roku 1261 Michael VIII. Palaiologos dobyl zpět Konstantinopol, avšak Balduin II. uprchl na benátské galéře na Euboiu a posléze do Francie. Zde do konce svého života sháněl vojáky a peníze, aby mohl znovu ovládnout Konstantinopol.
Většina zbylých křižáckých států pak padla do rukou Byzance, nebo se dostala do její formální závislosti. Některá však přežila i pád Konstantinopole, jako například Athénské vévodství, které se později dostalo pod ochranu Aragonského království a zaniklo až roku 1456.
Posledním zbytkem křižáckých států byla benátská území, což byla vlastně většina ostrovů dříve patřících Byzanci. Benátská republika některé z ostrovů též kolonizovala (tedy poslala obsadit prázdnou půdu rodilými Benátčany), avšak místní benátské autority zakazovaly smíšená manželství mezi Řeky a Italy, a to z důvodu ochrany benátského majetku. Benátky také získaly opěrné body v Černém moři, což jim spolu se zisky z Egejského moře a  dalších řeckých ostrovů umožnilo stát se středomořskou velmocí. Benátské panství vydrželo ze všech států nejdéle a postupně se zhroutilo až po nástupu Osmanů v 15. století.

## Hospodářství a struktura společnosti na dobytých územích
Již před dobytím Konstantinopole se v Byzanci zaváděl nový hospodářský a administrativní prvek tzv. pronií (významným osobám byl udělován „do správy“ majetek, častěji však půda spolu se závislými Rolníky – paroiky),
který se částečně podobal západnímu lennímu systému, což byl důsledek stoupající moci vojenské a pozemkové
aristokracie na úkor byrokratického aparátu. Příslušníci této aristokracie se nazývali archonti a mnoho z nich
navázalo s křižáky lenní vztahy. Latinské císařství bylo od počátku stejně jako komnenovské Byzantské císařství agrárním státem. Příchozí rytíři buď zaváděli západní feudální vztahy, nebo navazovali na původní byzantský systém
pronií. Na rozdíl od archontů měli západní šlechtici tu výhodu, že majetek přecházel z otce vždy na nejstaršího
syna. Majetek archontů se totiž rozdělil rovným dílem mezi všechny potomky, což vedlo jen k dalšímu upevňování
moci západní aristokracie v zemi. Půdu pak obdělávali závislí rolníci (villani), jejichž povinnosti byly zapsány v pozemkových knihách (katastrech). Rolníci museli platit určitou peněžní rentu (akrostich) a měli též další
povinnosti, zejména robotu (angareiu). Tou byly hlavně udržovací práce na hradech a pevnostech, na což křižáci
přísně dohlíželi. Na území císařství se také začali stále častěji objevovat západní Evropané neurozeného původu,
tzv. burgenses. Byli to většinou obchodníci, bankéři a řemeslníci, kteří se v byzantském prostředí poměrně rychle adaptovali. Celkově však bylo hospodářství státu v úpadku, protože množství řemeslníků, obchodníků i rolníků
odešlo z Konstantinopole, Thrákie a Řecka do Nikajského císařství. Konstantinopol, největší metropole Středomoří, se během tří dnů křižáckého drancování proměnila v město duchů a zřícenin a nikdy se již plně neobnovila, což také svědčí o značné hospodářské stagnaci Latinského císařství.

## Náboženství
Přestože byly Benátky vsazeny do klatby[nepřesný odkaz], poznal papež záhy výhodnost spojení východní církve se západní. To by mu totiž umožnilo získat nad východní církví rozsáhlé pravomoce. Jmenoval proto prvním patriarchou benátčana Tomase Morosiniho a ignoroval žádosti byzantského vyššího kléru, který uprchl do Nikaie, o nastolení pravoslavného patriarchy. Morosiniho pokusy o vytvoření unie však byly neúspěšné. Pravoslavná populace byla zhrozena zvěrstvy páchanými v dobyté Konstantinopoli a stejně tak i znechucena vnucenou křižáckou porobou. I přes snahu dalších pěti západních patriarchů a církevních řádů, které sem vyslal papež, se unii vytvořit nepodařilo.

## Důsledky přítomnosti latinských států na území Byzance
Během období latinských států se definitivně zhroutily naděje na znovusjednocení západní a východní církve. Zároveň se v době latinské nadvlády citelně změnila byzantská společnosti a vůbec Byzanc jako taková. Po smrti Michaela VIII. Palaiologa pak Byzantinci ztráceli jedno území za druhým, až byla Konstantinopol roku 1453 pokořena osmanskými Turky, čímž definitivně zanikla Východořímská říše. Lví podíl na tom měla vedle vnitropolitických krizí i čtvrtá křížová výprava vedoucí k značnému nahlodání byzantské moci i jejího hospodářství.

## Konstantinopolští císařové
- Balduin I. (1204–1205)

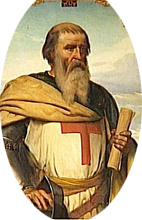
Jan z Brienne, vládnoucí Latinskému císařství v letech 1229 až 1237

- Jindřich (1206–1216), Balduinův bratr
- Petr (1216–1217)
- Jolanda (1217–1219), Jindřichova sestra
- Robert I. (1219–1228)
- Balduin II. (1228–1261)
  - Jan z Brienne, císař-regent (1229–1237) a titulární král jeruzalémský

### Císařové v exilu (1261–1383)
- Balduin II. (1261–1273), od dobytí Konstantinopole Byzantinci v evropském exilu
- Filip I. (1273–1283), syn Balduina II.
- Kateřina I. (1283–1308), Filipova dcera
  - Karel z Valois (1301–1308), Kateřinin manžel
- Kateřina II. (1308–1346), Dcera Karla z Valois a Kateřiny I.
  - Filip II. (1313–1332), manžel Kateřiny II.
- Robert II. (1346–1364)
- Filip III. (1364–1373), Robertův bratr
- Jakub z Baux (1373–1383), synovec Filipa III. – Jakub z Baux umírá roku 1383 bezdětný a stává se tak posledním latinským císařem[10].